# Phyllachora rickseckeri
Phyllachora rickseckeri är en svampart som beskrevs av Ellis & Kelsey ex Seaver 1925. Phyllachora rickseckeri ingår i släktet Phyllachora och familjen Phyllachoraceae.   Inga underarter finns listade i Catalogue of Life.